# Àrees Tribals Administrades Federalment (Pakistan)
Les Àrees Tribals Administrades Federalment són zones del Pakistan administrades fora de les quatre províncies. Les àrees cobreixen una regió de 27.220 km², i estan habitades per 3.138.000 habitants (2003). La capital és Peshawar.